# Discografia de Godsmack
A discografia da banda americana de heavy metal/hard rock Godsmack, que foi fundada em 1995 pelo vocalista Sully Erna e o baixista Robbie Merrill, consiste de seis álbuns de estúdio, um EP, uma coletânea, três álbuns de vídeo e vinte singles. Erna e Merrill recrutaram o guitarrista e amigo local Lee Richards e o baterista Tommy Stewart para completar a banda. Em 1996, Tony Rombola substituiu Richards como o guitarrista do grupo. Em 1998, Godsmack lançou o primeiro álbum auto-intitulado do grupo, que foi uma regravação do demo All Wound Up. O álbum foi distribuído pela Universal/Republic Records e vendeu mais de cinco milhões de cópias nos Estados Unidos. Em 2001, a música "Why" foi usada na trilha sonora do filme Any Given Sunday. Após dois anos de turnês, a banda lançou o seu segundo álbum, Awake. Apesar do álbum ter sido bem sucedido comercialmente, ele não alcançou o mesmo número de vendas de Godsmack. Em 2002, o baterista Stewart deixou a banda devido a diferenças pessoais com outros membros do grupo, e foi substituído por Shannon Larkin.
O terceiro álbum da banda, Faceless (lançado em 2003), alcançou o primeiro lugar no Billboard 200 logo após o seu lançamento. Em 2004, Godsmack lançou um EP acústico intitulado The Other Side. O EP alcançou o quinto lugar no Billboard 200 após o seu lançamento e recebeu um disco de ouro, de acordo com a Recording Industry Association of America. Em 2005, o single "Bring It On" foi criado exclusivamente para a trilha sonora do jogo eletrônico de futebol americano Madden NFL 06, não fazendo parte de álbum ou coletânea alguma. A banda lançou o seu quarto álbum de estúdio, IV, em 2006. IV foi o segundo álbum da banda a conquistar o primeiro lugar nas paradas logo após o seu lançamento, recebendo um disco de ouro. Após realizar uma turnê para este álbum por mais de um ano, Godsmack lançou um álbum de greatest hits intitulado Good Times, Bad Times... Ten Years of Godsmack. O álbum incluiu todos os singles de Godsmack (com exceção de "Bad Magick"), um cover do single "Good Times Bad Times" de Led Zeppelin e um DVD de uma performance acústica da banda em Las Vegas, Nevada. O vocalista Sully Erna anunciou que a banda estava trabalhando, em 2010, em um novo álbum, que foi lançado naquele ano, sendo que foi denominado The Oracle e debutou na primeira posição na Billboard 200.

## Álbuns de estúdio
| Ano                                                  | Detalhes do álbum                                                                                                | Posição mais alta | Posição mais alta | Posição mais alta | Posição mais alta | Posição mais alta | Posição mais alta | Posição mais alta |     | Certificações                |   |
| Ano                                                  | Detalhes do álbum                                                                                                | EUA               | AUS               | CAN               | SUI               | AUT               | HOL               | NZL               | UK  | Certificações                |   |
| ---------------------------------------------------- | --- | ----------------- | ----------------- | ----------------- | ----------------- | ----------------- | ----------------- | ----------------- | --- | ---------------------------- | - |
| 1998                                                 | Godsmack - Lançado: 25 de agosto de1998 - Gravadora: Universal/Republic - Formato: CD, cassete, download (53190) | 22                | —                 | —                 | —                 | —                 | —                 | —                 | —   | EUA: 4× Platina CAN: Ouro    |   |
| 2000                                                 | Awake - Lançado: 31 de outubro de 2000 - Gravadora: Universal/Republic - Formato: CD, download (159688)          | 5                 | —                 | 9                 | —                 | 26                | —                 | 38                | —   | EUA: 2× Platina CAN: Platina | — |
| 2003                                                 | Faceless - Lançado: 22 de abril de 2003 - Gravadora: Universal/Republic - Formato: CD, download (067854)         | 1                 | —                 | 9                 | —                 | —                 | 98                | 36                | 154 | EUA: Platina CAN: Ouro       |   |
| 2006                                                 | IV - Lançado: 25 de abril de 2006 - Gravadora: Universal/Republic - Formato: CD, download (654802)               | 1                 | 65                | 4                 | 100               | 65                | —                 | —                 | —   | EUA: Ouro CAN: Ouro          |   |
| 2010                                                 | The Oracle - Lançado: 4 de maio de 2010 - Gravadora: Universal/Republic - Formato: CD, download                  | 1                 | —                 | 2                 | —                 | 72                | —                 | —                 | —   | EUA: Ouro                    |   |
| 2014                                                 | 1000hp - Lançado: 5 de agosto de 2014 - Gravadora: Universal/Republic - Formato: CD, download                    | 3                 | 65                | 2                 | 94                | 62                | —                 | —                 | —   |                              |   |
| "—" denota lançamentos que não entraram nas paradas. | |                   |                   |                   |                   |                   |                   |                   |     |                              |   |

## Álbuns de vídeo

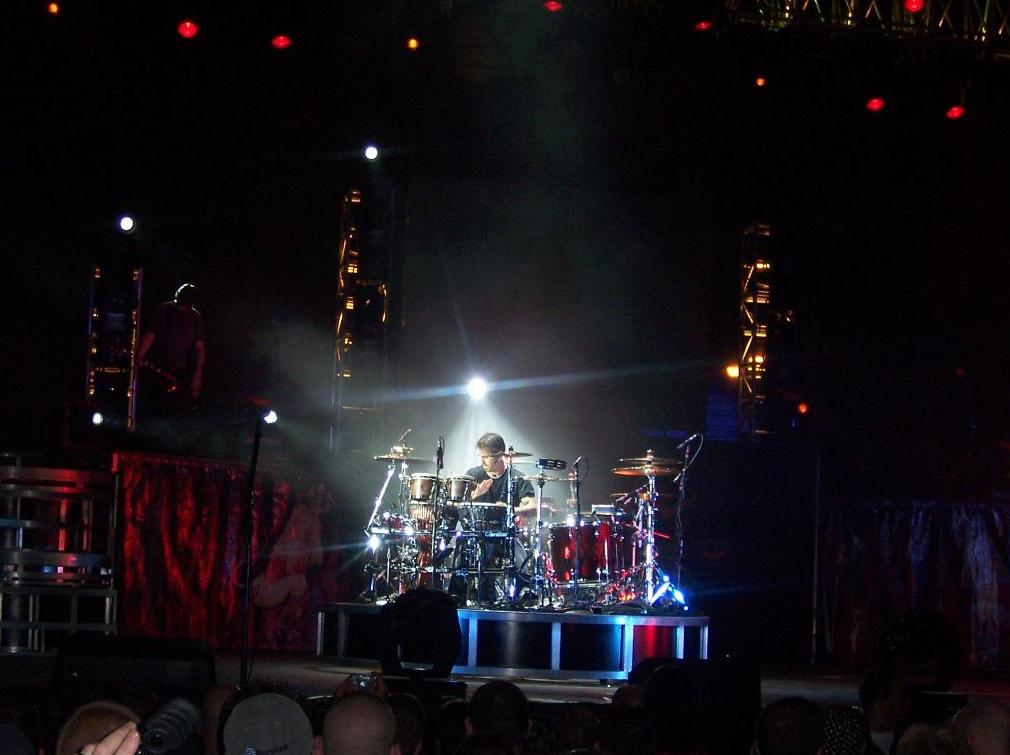
O vocalista de Godsmack, Sully Erna, tocando um solo de bateria durante um show em 2007.

| Ano  | Detalhes do álbum                                                                                 | Certificações |
| ---- | ------------------------------------------------------------------------------------------------- | ------------- |
| 2001 | Godsmack Live - Lançado: 9 de julho, 2001 - Gravadora: Universal/Republic - Formato: DVD (1373CM) | Ouro          |
| 2002 | Smack This! - Lançado: 9 de abril, 2002 - Gravadora: Universal/Republic - Formato: DVD (016619)   |               |
| 2004 | Changes - Lançado: 14 de outubro, 2004 - Gravadora: Universal/Republic - Formato: DVD (461073)    | Ouro Platina  |

## EPs
| Ano  | Detalhes do álbum                                                                                     | Posição mais alta | Posição mais alta | Certificações |
| Ano  | Detalhes do álbum                                                                                     | EUA               | Mundial           | Certificações |
| ---- | --- | ----------------- | ----------------- | ------------- |
| 2004 | The Other Side - Lançado: 16 de março, 2004 - Gravadora: Universal/Republic - Formato: CD (000240136) | 5                 | 19                | Ouro          |

## Coletâneas
| Ano  | Detalhes do álbum | Posição mais alta |
| ---- | --- | ----------------- |
| 2007 | Good Times, Bad Times... Ten Years of Godsmack - Lançado: 4 de dezembro, 2007 - Gravadora: Universal/Republic - Formato: CD (001029600) | 35                |

## Singles
| 1998                                                 | "Whatever"                | 116 | 7  | 19 |      | Godsmack                                       |
| 1999                                                 | "Keep Away"               | —   | 5  | 31 |      | Godsmack                                       |
| 1999                                                 | "Voodoo"                  | 102 | 5  | 6  |      | Godsmack                                       |
| 2000                                                 | "Bad Religion"            | —   | 8  | 32 |      | Godsmack                                       |
| 2000                                                 | "Awake"                   | 101 | 1  | 6  |      | Awake                                          |
| 2001                                                 | "Greed"                   | 123 | 3  | 28 |      | Awake                                          |
| 2001                                                 | "Bad Magick"[a]           | —   | 12 | 28 |      | Awake                                          |
| 2002                                                 | "I Stand Alone"[b]        | 102 | 1  | 20 | Ouro | Faceless                                       |
| 2003                                                 | "Straight Out of Line"[b] | 73  | 1  | 9  |      | Faceless                                       |
| 2003                                                 | "Serenity"                | 113 | 7  | 10 |      | Faceless                                       |
| 2003                                                 | "Re-Align"                | —   | 3  | 28 |      | Faceless                                       |
| 2004                                                 | "Running Blind"           | 123 | 3  | 14 |      | The Other Side                                 |
| 2004                                                 | "Touché"[c]               | —   | 7  | 33 |      | The Other Side                                 |
| 2006                                                 | "Speak"                   | 85  | 1  | 10 |      | IV                                             |
| 2006                                                 | "Shine Down"              | —   | 4  | 31 |      | IV                                             |
| 2006                                                 | "The Enemy"[d]            | —   | 4  | —  |      | IV                                             |
| 2007                                                 | "Good Times Bad Times"[e] | 124 | 8  | 28 |      | Good Times, Bad Times... Ten Years of Godsmack |
| 2009                                                 | "Whiskey Hangover"        | 102 | 4  | 22 |      | The Oracle                                     |
| 2010                                                 | "Cryin' Like A Bitch"     | 74  | 1  | 29 |      | The Oracle                                     |
| "—" denota lançamentos que não entraram nas paradas. |                           |     |    |    |      |                                                |

Notas
- a ^ Único single não incluso na coletânea Good Times, Bad Times... Ten Years of Godsmack.
- b ^ Foi incluso na trilha sonora do jogo Prince of Persia: Warrior Within.[18]
- c ^ Com participação de John Kosco e do guitarrista Lee Richards.[19] 
Foi usado como música-tema secundária do evento WrestleMania XX, da WWE.[20]
- d ^ Foi incluso na trilha sonora do jogo WWE SmackDown vs. Raw 2007, da THQ.[21]
- e ^ Cover de Led Zeppelin.

### Outros temas
| Ano  | Música                    | Álbum                             | Nota(s)                                                             |
| ---- | ------------------------- | --------------------------------- | ------------------------------------------------------------------- |
| 2000 | "Sweet Leaf"              | Nativity in Black II              | Cover de Black Sabbath.                                             |
| 2001 | "Why"                     | Trilha sonora de Any Given Sunday | Exclusivo a esta trilha sonora.                                     |
| 2004 | "Batalla de los Tambores" | Single Speak                      | Batalha ao vivo de bateria. O vídeo se faz presente no DVD Changes. |
| 2005 | "Bring It On"             | Trilha sonora de Madden NFL 06    | Exclusivo a esta trilha sonora.                                     |

## Videoclipes
| Ano  | Título                 | Diretor              |
| ---- | ---------------------- | -------------------- |
| 1999 | "Whatever"             | Michael Alperowitz   |
| 1999 | "Keep Away"            | Peter Christopherson |
| 1999 | "Voodoo"               | Dean Karr            |
| 2000 | "Awake"                | Troy Smith           |
| 2001 | "Greed"                | Troy Smith           |
| 2001 | "Bad Magick"           | Troy Smith           |
| 2002 | "I Stand Alone"        | Brothers Strause     |
| 2003 | "Straight Out of Line" | Dean Karr            |
| 2003 | "Serenity"             | Sully Erna           |
| 2006 | "Speak"                | Wayne Isham          |